# مک‌کولوم (آلاباما)
مک‌کولوم (به انگلیسی: McCollum) یک منطقهٔ مسکونی در ایالات متحده آمریکا است که در شهرستان واکر، آلاباما واقع شده است. مک‌کولوم ۱۳۲٫۸۹ متر بالاتر از سطح دریا قرار دارد.